# لورن آلبانز
 لورن آلبانز (انگلیسی: Lauren Albanese؛ زادهٔ ۱ اکتبر ۱۹۸۹) یک تنیس‌باز اهل ایالات متحده آمریکا است.